# 1231
Năm 1231 là một năm trong lịch Julius.

## Sự kiện
- Ardengus đã trở thành giám mục của Florence.
- Hoàng đế Frederick II ban hành Hiến pháp của Melfi (còn được gọi là'Liber Augustalis), một bộ pháp luật đối với Sicilia.
- Llywelyn Đại đế ra mắt một chiến dịch chống lại các lordships Norman trong Wales.
- Quân Mông Cổ vượt qua sông Áp Lục vào Cao Ly, lúc đó thuộc vương quốc Goryeo.

## Sinh
Trần Hưng Đạo